# Christliche Partei Österreichs
Die Christliche Partei Österreichs (CPÖ) ist eine österreichische Kleinpartei, die sich auf christliche Werte beruft.

## Geschichte
Am 15. Oktober 2005 gründete Alfons Adam die Partei „Die Christen“. Am 29. November 2008 wurde Rudolf Gehring zum Bundesobmann gewählt, woraufhin eine Gruppe um Alfons Adam die Partei verließ und am 13. Jänner 2010 eine neue Partei namens „Christen-Allianz“ gründete. In der Partei „Die Christen“ folgte eine Grundsatzdebatte um den Parteinamen. Mit dem Argument, dass „die Christen“ eine Bezeichnung für eine Religion und nicht für eine politische Partei sei, stimmte eine Mehrheit für die Umbenennung in „Christliche Partei Österreichs“. Der Bundesparteitag am 12. November 2011 bestätigte Rudolf Gehring als Obmann.

## Programm
Die CPÖ tritt für eine Neugestaltung der Gesellschaft und für ein christliches Österreich ein. Sie will eine „Rückkehr der religiösen Werte in den politischen Raum, aber keine Staatskirche“. Sie definiert drei Schwerpunktthemen: Ehe und Familie, Erziehung und Bildung, Lebensschutz und Kultur.
Viele Mitglieder und Kandidaten sind schon länger gegen Schwangerschaftsabbrüche aktiv. Der Leiter von Human Life International Österreich, Dietmar Fischer, war Kandidat der Partei.

Früheres Logo

### Ehe und Familie
Die Partei definiert Ehe als lebenslange, heterosexuelle Verbindung. Das gesamte Steuer-, Sozial- und Arbeitsrecht soll auf ihr Familienmodell ausgerichtet werden; die ihrer Ansicht nach „natürliche und gottgewollte Rollenverteilung von Mann und Frau“ soll geschützt werden. Sie treten massiv gegen Gender-Mainstreaming auf, weil darin die naturgegebenen Geschlechteridentitäten geleugnet würden mit dem Ziel, sexueller Beliebigkeit eine pseudowissenschaftliche Basis zu geben. Intakte Familien könne es ihrer Ansicht nach nur geben, wenn das tägliche Leben nicht von Unzucht und sexueller Ausschweifung bestimmt ist. Sie vertreten die Meinung, dass Gender-Mainstreaming die „Abschaffung von Mann und Frau als biologisches Geschlecht“ anstrebe. Als Teil des Gender-Mainstreaming, welches sie als „Staatsreligion“ bezeichnen, sehen sie auch das Frauenministerium in der derzeitigen Form an und würden es aus diesem Grund abschaffen. Als Alternative forderte Adam 2008 ein „echtes Familienministerium“.
Adam polemisierte, er rechne es den Moslems hoch an, „dass sie sich in unserer versauten Gesellschaft nicht integrieren wollen.“ Wenn das Christentum geschlossener auftreten und außerdem mehr Kinder zeugen würde, wären auch Fremde „kein Problem“.
Homosexualität wird als eine heilbare Sexualneurose angesehen. Es wird kritisiert, dass dies ein Tabuthema sei, über welches nicht gesprochen werden dürfe. Die Homolobby habe durch Proteste gegen einen Kongress in Graz „beinharten Terror“ betrieben, wodurch eine geplante Ansprache von Ärzten und Psychologen, die an der Heilung von Homosexuellen arbeiten würden, nicht habe stattfinden können. Nach Aussage des Veranstalters dagegen hätte er ein Seminar zur Heilung von Homosexualität nie zugelassen, und der Workshop habe sich nicht auf Homosexualität bezogen, sondern auf ichdystone Sexualorientierung. Aus der oben erwähnten Gegnerschaft zum Gender-Mainstreaming wenden sie sich dagegen, Homosexualität staatlich zu fördern, etwa durch registrierte Partnerschaften. Jene trügen auch nichts zum Gemeinwohl der Gemeinschaft bei, dies geschehe allein durch die Zeugung von Kindern. Gleichgeschlechtliche Partnerschaften seien ein Beitrag zur Zerstörung der Familie und seien deshalb die größte Gefahr, die dem Land drohe. Spitzenkandidat Adam hat nach eigenen Bekundungen kein Problem, solche Ansichten trotz Kritik öffentlich zu äußern, denn „wenn man uns Katholiken oder Christen verbieten will, unseren Standpunkt zu äußern, dann ist das wie Christenverfolgung.“
Es wird im Parteimagazin argumentiert, homosexuelle Partnerschaften würden sich durch höhere Scheidungsraten, geringe Treue und häufige Partnerwechsel auszeichnen. Für letzteren Punkt wird auf die Aussagen einer HIV-Präventionsstudie von Maria Xiridou et al. verwiesen; diese ist jedoch aufgrund des expliziten Ausschlusses monogamer Probanden ungeeignet zur Beurteilung homosexueller Beziehungen im Allgemeinen.

### Erziehung und Bildung
Der Staat soll, wie Artikel 2 des Ersten Zusatzprotokolls zur Europäischen Menschenrechtskonvention vom 20. März 1952 vorschreibt, dafür sorgen, dass Erziehung und Unterricht von Kindern entsprechend der Religion und Weltanschauung der Eltern vonstattengeht. Ziel sollen „die Werte des Wahren, Guten und Schönen“ sein; ein verfrühter oder wertfreier Sexualkundeunterricht wird als Untergrabung der Autorität der Eltern und als aggressionsfördernd abgelehnt. Er sei laut Adam in der Schule völlig verfehlt und eine „Anleitung zur Unzucht und zu sexuellen Ausschweifungen“, in deren Folge Bindungsunfähigkeit, Drogenabhängigkeit und ausschweifende Kriminalität entstehe. Auch sollen Modelle gleichgeschlechtlicher Partnerschaften in Schulen nicht als normal dargestellt werden dürfen.

### Lebensschutz
Der Schutz des Lebens von der Empfängnis bis zum natürlichen Tod soll absolut sein und über allen anderen Rechtsgütern stehen. Insbesondere Schwangerschaftsabbrüche sollen verboten werden, künstliche Befruchtung wird abgelehnt.

### Kultur- und Europapolitik

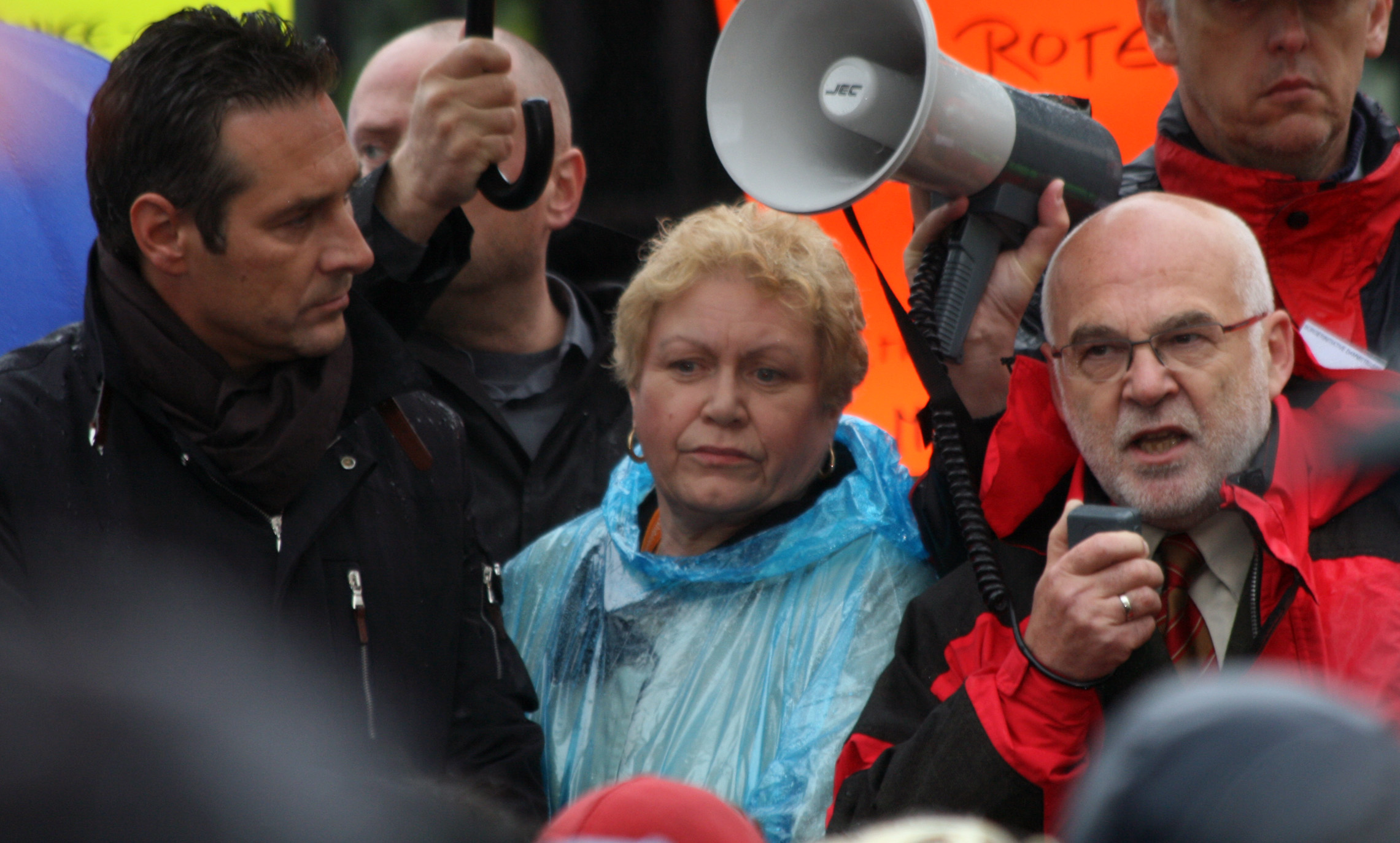
Rudolf Gehring (r.) mit Hannelore Schuster und Heinz-Christian Strache (FPÖ) während einer Demonstration gegen den Ausbau eines islamischen Kulturzentrums in Wien (2009)

Die Partei definiert die europäische Kultur als eine christliche, die es zu erhalten gelte. Gegen die Herabsetzung christlicher Glaubensinhalte und Organisationen soll ein umfassender Rechtsschutz eingeführt werden. Die Kultur soll zur Wertschätzung eines sittlich hoch stehenden Lebenswandels führen; öffentliche Mittel sollen weder für Veranstaltungen, die einen unzüchtigen Lebenswandel propagieren, noch für gotteslästerliche Kunst aufgewendet werden.
Die Europäische Union lehnt sie in der gegenwärtigen Form ab, ebenso wie den Vertrag von Lissabon. Wenn die EU sich zu einem Bundesstaat entwickeln sollte, so wäre das ein „totalitärer Staat“. Die Partei wünscht sich ein christliches Europa der Vaterländer.
In der Wirtschaftspolitik tritt die Partei für eine soziale Marktwirtschaft ein, bei der Produktionsmittel in Privatbesitz stehen, der Staat so wenig wie möglich eingreift, die Steuerbelastung und öffentliche Schulden reduziert werden und Arbeitsplätze Vorrang vor Gewinnmaximierung haben.
Die CPÖ tritt für ein neutrales Österreich mit einem starken Bundesheer ein, das ausschließlich der Landesverteidigung dient.

## Kritik
Die CPÖ wird von Homosexuellenverbänden wegen ihrer ablehnenden Haltung gegenüber der Gleichstellung von Homosexuellen in Belangen des täglichen Lebens (z. B. eingetragene Partnerschaften) Hetze vorgeworfen.
Die Partei erfuhr auch von christlicher Seite Kritik. Inhaltlich distanzierten sich beispielsweise die Katholische Frauenbewegung oder die Diözese Feldkirch – niemand habe in der Politik ein Monopol auf christliche Werte, so der Pastoralamtsleiter der Diözese.

## Wahlen
Die erste Wahl, zu der die Partei antrat, war die Landtagswahl in Niederösterreich 2008. Im Vordergrund der Wahlkampagne stand die Ablehnung von Schwangerschaftsabbrüchen. Weiter trat die Christenpartei für ein so genanntes Müttergehalt, eine familiengerechtere Wohnbauförderung und für ein Familienwahlrecht ein. Sie erhielt 0,8 % der Stimmen und somit kein Mandat, lag damit aber vor der Parlamentspartei BZÖ. Die Partei trat auch bei der Landtagswahl in Tirol 2008 landesweit an, mit 1,4 % der Stimmen verfehlte sie ein Mandat. Bei der Nationalratswahl am 28. September 2008 trat die Partei bundesweit an und erreichte 0,63 %. Für die Landtagswahlen in Kärnten und Salzburg im März 2009 konnten Die Christen nicht die erforderliche Zahl an Unterstützungserklärungen aufbringen.
Am 27. September 2009 trat die Partei mit Landesobfrau Martha Zethofer an der Spitze zur Landtagswahl in Oberösterreich an. Sie erreichte 0,43 % der Stimmen. Daniel Dragomir trat am selben Tag zur Gemeinderatswahl in Atzbach an und erreichte 2,16 %. Als Reaktion auf den politischen Kurs der ÖVP konzentrierte sich Dragomir auf zwei Schwerpunktthemen. Einerseits wollte er sich besonders gegen ein angebliches Überhandnehmen von Moslems einsetzen, da das „islamische System“ mit Diktatur und Armut verbunden sei. Und „es darf keine Schwulen geben in der Gemeinde, das werde ich mit ganzer Kraft bekämpfen.“
Der aktuelle Vorsitzende Rudolf Gehring war einer von drei Kandidaten für die österreichische Bundespräsidentenwahl am 25. April 2010. Er bekam 5,4 % der Stimmen.
Bei der Landtagswahl in Niederösterreich 2013 trat die CPÖ erneut an, verlor aber über 90 % ihrer Stimmen und erreichte nur mehr 0,09 %.
Bei der Nationalratswahl 2013 konnte die CPÖ in den Bundesländern Burgenland, Oberösterreich, Steiermark, Vorarlberg antreten und dadurch bundesweit 6.647 Stimmen bzw. 0,14 Prozent erreichen. In den Bundesländern Salzburg und Niederösterreich wurden durch die Landeswahlbehörden nicht alle Unterstützungserklärungen anerkannt, da sie teils nur als Kopie vorgelegt wurden. Für Gehring ist das eine „fadenscheinige Begründung“, denn es stehe nicht im Gesetz, dass nur Originale gelten. Die Partei konnte dadurch in diesen Bundesländern nicht antreten, wodurch sie sich „sehr benachteiligt“ fühlte. Daher wurde die Wahl beim Verfassungsgerichtshof angefochten, um eine Wiederholung zu erreichen. Der VfGH wies die Wahlanfechtung jedoch aus Formalgründen zurück.
Bei der EU-Wahl 2014 unterstützte die CPÖ die Reformkonservativen politisch und finanziell. Diese verfehlten jedoch den Einzug in das Europaparlament.
Bei der Landtagswahl in Oberösterreich 2015 kandidierte die CPÖ mit Dragomir als Spitzenkandidaten und erreichte 0,36 % (−0,07).
Bei der Nationalratswahl 2017 trat die CPÖ nur in Vorarlberg an. Sie erreichte 425 Stimmen (0,008 %).
Die CPÖ wollte ursprünglich bei der Europawahl in Österreich 2019 antreten. Dafür mussten 2600 Unterstützungserklärungen gesammelt werden, die CPÖ erreichte die notwendige Zahl an Unterstützungserklärungen nicht.
Bei der Nationalratswahl 2019 konnte die CPÖ die erforderlichen Unterstützungserklärungen nur im Burgenland erreichen und erlangte 260 Stimmen. Für die im Oktober stattgefundene Landtagswahl in Vorarlberg brachte die CPÖ in drei der vier Wahlbezirken Vorarlbergs Wahlvorschläge ein. Die Partei erreichte 426 bzw. 0,26 % der Wählerstimmen.